# Negousse Mengistou
Negousse Mengistou (* 11. März 1932 in Gonder, Äthiopien) ist ein ehemaliger äthiopischer Radrennfahrer.

## Sportliche Laufbahn
Mengistou war Teilnehmer der Olympischen Sommerspiele 1956 in Melbourne und der älteste Fahrer im Team von Äthiopien. Im olympischen Straßenrennen schied er aus. In der Mannschaftswertung kam das Team aus Äthiopien mit Guremu Demboba, Mesfen Tesfaye, Zehaye Bahta und Negousse Mengistou als beste afrikanische Mannschaft auf den 9. Platz.
Auch 1960 startete er bei den Olympischen Sommerspielen in Rom. Im Mannschaftszeitfahren kam der Vierer aus Äthiopien in der Besetzung Guremu Demboba, Kouflu Alazar, Amousse Tessema und Negousse Mengistou auf den 28. Rang von 32 gestarteten Mannschaften. Über sein weiteres Leben und seine sportlichen Erfolge ist nichts bekannt.